# Antoine Léger (cannibale)
Pour les articles homonymes, voir Antoine Léger et Léger.
Antoine Léger (23 mars 1795-30 novembre 1824) est un homme reconnu coupable du meurtre et du viol d'Aimée Constance Debully, dont il dévora une partie du cadavre, crime pour lequel il fut guillotiné en 1824,.

## Commencement

### Enfance et adolescence
Antoine Léger est le fils d'un manouvrier du village de Saint-Martin-de-Bréthencourt, alors dans le département de Seine-et-Oise (actuelles Yvelines). Dès l'enfance, il témoigne de tendances solitaires, fuyant la compagnie de ses pairs.
Dès l'âge de 15 ans il est batteur en grange et va fagoter dans les bois. En 1815, il sert dans la garnison de Soissons.

### Fuite
En 1824, le jour de la Saint-Jean, il part de chez ses parents pour se faire "ermite", après leur avoir fait croire qu'il allait s'établir comme domestique à Dourdan.
Pouvant donner libre cours à son envie d'isolement total, il vit, les quinze premiers jours, de diverses rapines chez des paysans. Au bout d'une semaine, il trouve une grotte près de la roche de la Charbonnière, située au-dessus de Montmirault, hameau de Cerny, où il passera le reste du temps jusqu'à son arrestation,.

## Crime

### Meurtre d'Aimée Constance Debully
Le 10 août 1824, Antoine Léger aperçoit Aimée Constance Debully se promenant. Il se glisse alors derrière elle, l'étrangle avec son mouchoir puis emporte son cadavre au milieu du bois et commet des actes de nécrophilie avant de dévorer certaines parties du corps, mangeant notamment le cœur. Il emmene ensuite le cadavre vers sa grotte, où il l'ensevelit dans le sable,,.
La disparition de Mlle Debully mobilise la population : des battues générales sont ordonnées, et tous les étrangers suspects appréhendés. Il n'est découvert, durant les cinq jours suivants, qu'un mouchoir bleu et blanc ayant appartenu à la victime.
Enfin, le 16 août, l'entrée de la grotte de Léger est découverte, et l'odeur de décomposition dégagée par le cadavre de la victime conduit les enquêteurs vers la tombe improvisée.

### Arrestation
Quatre jours auparavant, le 12 août 1824, un garde cantonal avait aperçu près d'une fontaine un homme suspect, il avait tenté de s'en approcher mais sans succès. Il avait monté la garde le lendemain devant cette fontaine et le soir arrêté Antoine Léger avec l'aide de paysans des environs, non sans que Léger ait tenté de résister.
Arrêté pour vagabondage, Léger se prétend orphelin et évadé du bagne de Brest, où il aurait purgé une peine de vingt ans de travaux forcés,.

## Jugement
Son procès a lieu le 23 novembre 1824, devant la Cour d'assises de Versailles. La cour ordonne, à la vue des faits, que le procès se déroule à huis clos, malgré la foule qui s'est massée pour assister aux débats.
Après avoir nié les faits durant l'audience, Léger se décide, après interrogatoire par le président, à avouer. Me Benoît, son avocat, essaie sans succès de plaider la démence, son client alléguant qu'il avait attrapé un rhume qui lui avait donné la pierre,.
Le jury délibère une demi-heure avant de déclarer Léger coupable d'assassinat, et de le condamner à mort. Léger refuse de signer son pourvoi en cassation. .
Antoine Léger est guillotiné le 30 novembre 1824, à Versailles. Durant l'autopsie du cadavre, les médecins découvrent des anomalies au cerveau.

### Sources primaires
- Charles L. Lesur et Ulysse Tencé, Annuaire historique universel pour 1824, vol. 7, Fantin, 1825 (lire en ligne), p. 811-815